# Димитър Карбов
Димитър Анастасов Карбов е български политик, депутат от (XLI НС) Четиридесет и първо народно събрание на България от политическа партия „Атака“.
Биография
Образование и кариера
Димитър Карбов е роден 1971 година в град Варна. Потомствен морски човек. Баща му и дядо му също са били моряци. Израснал на Варненското езеро, първите стъпки в мореплаването прави на гемията на която работи дядо му Димитър, от където се увлича по навигацията, астрономията и морското дело.
На младежка възраст постъпва и учи морско корабоводене в техникума по корабостроене и корабоплаване във Варна.
Плавал е на борда на ветрохода ”Калиакра” – баркентината, която прослави България и българското морячество по света.
По време на военната си служба е разпределен и служи на кораб във военноморския флот на Република България.
Работи на български търговски кораби в параходство БМФ до 1995 г. след което се оттегля на брега и започва работа в пристанище Варна.
Завършва висше образование във Варненския свободен университет „Черноризец Храбър“, специалност „Публична администрация“. Специализира публична администрация и европейска интеграция и териториална администрация.
Димитър Карбов е опитен мениджър и специалист в сферата на транспорта, притежава професионална квалификация и компетентност по:
- Спедиция и логистика
- Воден и мултимодален транспорт
- Международен автомобилен превоз на товари
- Организатор по експлоатацията на железопътна инфраструктура
- Организатор по експлоатацията на пристанищна инфраструктура и техника

От 2007 до 2009 година е член на съвета на директорите на „Пазари“ ЕАД.
От 2017 година е заместник председател на СД на “БМКЦ“ ЕАД.
Семеен, с дъщеря и двама сина.
Политическа дейност и участия в избори
Учредител на политическа партия „АТАКА“.
Партия „Атака“ е създадена на 17 април 2005 г. в София, официално регистрирана в Софийския градски съд през юли 2005 г. На учредителния сбор на партията участват над 500 делегати. За председател на партия „Атака“ е избран Волен Сидеров. Още в първите месеци след създаването си „Атака“ събира голям брой симпатизанти и членове на партията. На парламентарните избори през 2005 г. партия „Атака“ участва като Коалиция Атака заедно с няколко партии и други организации, поради отказа на съда да я регистрира, за да участва самостоятелно на изборите.
Избиран за районен координатор на район „Приморски“ и зам. председател на общинския сбор.
Избори за членове на европейския парламент 2007 година
Член на районна избирателна комисия РИК – Варна
Изборите за Европейски парламент през 2007 г. в България са първите избори, с които България избира членове на Европейския парламент, след като страната е включена в Европейския съюз на 1 януари същата година. Изборите се провеждат на 20 май 2007.и квотата на България е 18 броя мандати.
Подобни избори през същата година се провеждат и в Румъния (на 25 ноември), другият нов член на Европейския съюз. Това са частични избори за Европейския парламент, тъй като те се провеждат само в двете нови членки. След края на мандата на текущия парламент, който започва през 2004 и приключва през 2009 г., трябва да се проведат нови избори.
Местни избори 2007
Избран за общински съветник в община Варна
Партия “АТАКА“ постига резултат 6,33% и заема четири места в общински съвет Варна
През 2008 г. оглавява областната структура на „Атака“ във Варна, като заема и място в контролния сбор на партията, а по-късно става и председател на варненската общинска организация.
Избори за народни представители 2009
Димитър Карбов е мажоритарен кандидат на партия „АТАКА“ в 3ти МИР – Варна за парламентарните избори през 2009 година и регистрира 12,62% личен резултат.
Партия „АТАКА“ печели два мандата в 41то НС от 3ти МИР – Варна.
Парламентарна дейност
Избран за народен представител в XLI народно събрание, Карбов е един от най-активните варненски депутати. Поставял е и търсел решения по редица свързани с избирателния си район теми, като: Приватизацията на БМФ, отвлечени и арестувани кораби с български моряци (корабите „Сейнт Джеймс Парк“ и танкера „Панега“с екипажите им в Сомалия, арестуваните кораб и екипаж на „Ина“ в Гърция, капитан Собаджиев в Панама и т.н.), овладяването на свлачищните процеси в региона. По негово настояване беше извършен авариен ремонт и укрепване постаментите на кораба – музей „Дръзки“, на римските терми и част от АМ ”Хемус“ и т.н.
- Член на комисията по икономика, енергетика и туризъм
- Член на комисията по транспорт, информационни технологии и съобщения
- Член на комисия за наблюдение на дейността на ДКЕВР

Шистов газ
Димитър Карбов е един от вносителите на законопроекта за мораториум върху проучванията и добива на шистов газ у нас. Той смята, че проучванията и добива на шистов газ с хидравлично разбиване, или по широко известната “фракинг“ технология са вредни за околната среда и нанасят тежки и непоправими последствия върху природата, Той твърди, че правителството ще получи за концесията от „Шеврон“ 30 млн. долара. Карбов е категоричен, че той и партия „Атака“ няма да позволят да се затрие житницата на България за сметка на шистовия газ, който не ни гарантира енергийна независимост. Освен това, компанията която иска да добива шистов газ у нас е компрометирана и вредна, защото безвъзвратно е отровила околната среда на милиони декари земя по света, осъдена е и дължи милиарди долари обезпечения с които няма как да компенсира това което е увредила.
На 29 август Димитър Карбов съвместно с местната структура на националистите в морската ни столица стартира информационна кампания за опасностите за околната среда, криеща технологията за проучване и добив на шистов газ. Кампанията е като отговор на липсата на достатъчно информация по въпроса в медиите и за кратко време се превръща в своеобразен протест срещу проучването и добива на шистов газ в България. Само за три седмици от началото на информационната кампания във Варна са събрани над 6 000 подписа и обхваща вече цялата страна.
На 12 декември 2011 година, областния управител на Варна Данчо Симеонов не допуска Димитър Карбов и Волен Сидеров в качеството си на народни представители придружени от свои сподвижници да влязат сградата на областна управа Варна за да присъстват на среща с представители на компания „“Шеврон“, която иска да добива шистов газ у нас.
На 12 януари 2012 година парламента наложи безсрочна забрана за прилагането на технологията хидравлично разбиване, използвана за търсенето и добива на шистов газ, върху цялата територия на България и акваторията ѝ в Черно море
На 21 декември 2011 година, след разногласия с лидера на Атака – Волен Сидеров, заедно с още трима народни представители Огнян Тетимов, Борислав Стоянов и Петър Хлебаров напуска парламентарната група на „Атака“.
Сдружение “ПАТРИОТ“ и СДС
Димитър Карбов заедно с Огнян Тетимов и Валентин Николов и свои единомишленици учредява гражданско Сдружение “ПАТРИОТ“, което през май 2012 година заедно със СДС подписват обща декларация за съвместна дейност в рамките на 41то НС и започват политическо сътрудничество, а през 2013 година официално Сдружение “ПАТРИОТ“ е една от формациите, които заедно с познатото досега СДС, Обединените земеделци, Радикалдемократическа партия в България, Българска социал-демократическа партия и Движение Гергьовден създадоха новият Съюз на демократичните сили малко по-късно, след избухването на масовите протести срещу първото правителство на Борисов от Сдружението се разграничиха от коалицията. В открито писмо тримата обявиха, че се отказват от избираемите си места в листите за предстоящите избори и предлагат на тяхно място да влязат представител на гражданските движения на протестиращите, като мотивът им бе, че през последните няколко седмици са станали свидетели на цинично и популистко отношение на политици и партии спрямо протестиращите, обещавайки им пряко представителство в листите си, без да го изпълняват и призоваха на техните места да привлекат и намерят място за хора от т.н гражданска квота.
Карбов е един от вносителите в 41то народно събрание на номинацията на прокурорката от Апелативна специализирана прокуратура Галя Гугушева за конституционен съдия, изваждайки държавата и СДС от конституционална криза след като депутатите на СДС отказаха да сторят това. След този скандал СДС се разцепи и бе създадено сдружението от напуснали „Единство“, което за изборите се регистрира под името „Синьо единство“. Промяната в името се наложи заради претенцията на СДС на Емил Кабаиванов върху името „Синята коалиция“.
Местни избори 2011
Кандидат за кмет на община Варна
Избран за общински съветник в община Варна
Партия “АТАКА“ постига резултат 3,65% и заема две места в общински съвет Варна
Сдружение “ПАТРИОТ“ и НФСБ
На насрочена пресконференция Димитър Карбов, Валентин Николов и собственика на ТВ “СКАТ“ Валери Симеонов обявяват на 01 октомври 2013 година, че Сдружение “ПАТРИОТ“ е подписало с политическа партия “Национален Фронт за Спасение на България“ (НФСБ) споразумение за идейно и програмно обединение.
За седем години, до като през 2021 година Валери Симеонов не закрива политическия проект на СКАТ с предаването му на Борис Ячев и опита да бъде заметен, преименуван на “Силна България“, Карбов създава мощна мрежа от организации на политическа партия “Национален Фронт за Спасение на България“ (НФСБ) в североизточна България.
Избори за народни представители 2014
На изборите през 2014 година на изборите за народни представители, регистрираната около НФСБ предизборна Коалиция „Патриотичен фронт“ под ръководство на Карбов печели в североизточният регион съответно 2 мандата народни представители в 3ти МИР Варна и резултат от 9,30% и 1 мандат в 8ми МИР Добрич и резултат от 8,51% от общо 19 мандата и общ резултат от 7,28% за коалицията в национален мащаб, а на следващите парламентарни избори през 2018 година Коалиция „Обединени патриоти“ печели в североизточният регион съответно 2 мандата народни представители в 3ти МИР Варна и резултат от 9,14%, 1 мандат в 8ми МИР Добрич и резултат от 11,30%, 1 мандат в 30ти МИР Шумен и резултат от 8,39% и 1 мандат в 20ти МИР Силистра и резултат от 6,83% от общо 27 мандата и общ резултат от 9,31% за коалицията в цялата страна.
Местни избори 2015
Кандидат за кмет на община Варна
Избран за общински съветник в община Варна
Политическа партия “Национален Фронт за Спасение на България“ (НФСБ) постига резултат 3,05% и заема две места в общински съвет Варна
- Общински съветник в община Варна – мандат 2015 – 2019 година
- Председател на постоянна комисия по “Архитектура, строителство, устройство, организация и развитие на територията на общината и населените места“
- Член на постоянна комисия по “Транспорт“
- Представител на община Варна в общото събрание на “Спортен комплекс Варна“ АД

Карбов е автор на редица инициативи, като например: провеждане на процедура пред Европейската комисия за намаляване на акцизната ставка и признаване на гроздовата ракия като традиционна българска напитка, негова е инициативата за приемането на декларация „Варна – зона без бежанци“, забрана за носене на бурки, забрана за религиозна агитация на публични места и по домовете, децата на варненци, които плащат данъците си в града и са регистрирани по настоящ адрес като негови жители, да ползват предимство при кандидатстване за място в ясла или в детска градина от общински съвет Варна. Карбов предотврати намерение за обезвреждане на морски боеприпаси в ТЕРЕМ – Флотски арсенал, както и много други каузи и инициативи.
Избори за членове на Европейски парламент 2019
Кандидат за член на Европейския парламент
Местни избори 2019
Кандидат за кмет на община Варна
Кандидат за общински съветник в община Варна
Избори за народни представители 2021
Кандидат за народен представител